# Liste des communes de la région du Centre au Cameroun
Liste des communes de la région du Centre au Cameroun par départements : 70

## Haute-Sanaga
Le département de la Haute-Sanaga est découpé en 7 communes :
- Bibey
- Lembe-Yezoum
- Mbandjock
- Minta
- Nanga-Eboko
- Nkoteng
- Nsem

## Lekié
Le département de la Lekié est découpé en 9 communes :
- Batchenga
- Ebebda
- Elig-Mfomo
- Evodoula
- Lobo
- Monatélé
- Obala
- Okola
- Sa'a

## Mbam-et-Inoubou
Le département du Mbam-et-Inoubou est découpé en 9 communes :
- Bafia
- Bokito
- Deuk
- Kiiki
- Kon-Yambetta
- Makénéné
- Ndikiniméki
- Nitoukou
- Ombessa

## Mbam-et-Kim
Le département du Mbam-et-Kim est découpé en 5 communes :
- Mbangassina
- Ngambè-Tikar
- Ngoro
- Ntui
- Yoko

## Méfou-et-Afamba
Le département du Méfou-et-Afamba est découpé en 8 communes :
- Afanloum
- Awaé
- Edzendouan
- Esse
- Mfou
- Nkolafamba
- Olanguina
- Soa

## Méfou-et-Akono
Le département du Méfou-et-Akono est découpé en 4 communes :
- Akono
- Bikok
- Mbankomo
- Ngoumou

## Mfoundi
Le département du Mfoundi correspond à la Communauté urbaine de Yaoundé qui comprend 7 communes d'arrondissement :
- Yaoundé 1 - Nlongkak
- Yaoundé 2 - Tsinga
- Yaoundé 3 - Efoulan
- Yaoundé 4 - Kondengui
- Yaoundé 5 - Nkolmesseng
- Yaoundé 6 - Biyem-Assi
- Yaoundé 7 - Nkolbisson

## Nyong-et-Kéllé
Le département du Nyong-et-Kéllé est découpé en 10 communes :
- Biyouha
- Bondjock
- Bot-Makak
- Dibang
- Éséka
- Makak
- Matomb
- Messondo
- Ngog-Mapubi
- Nguibassal

## Nyong-et-Mfoumou
Le département du Nyong-et-Mfoumou est découpé en 5 communes :
- Akonolinga
- Ayos
- Endom
- Kobdombo
- Mengang

## Nyong-et-So'o
Le département du Nyong-et-So'o est divisé en 6 communes :
- Akoeman
- Dzeng
- Mbalmayo
- Mengueme
- Ngomedzap
- Nkolmetet